# Ржевский, Леонид Денисович
Леони́д Дени́сович Рже́вский (настоящая фамилия Суражевский; 21 августа 1903, Тверская губерния — 13 ноября 1986, Нью-Йорк) — русский писатель второй волны эмиграции, литературовед.
Родился в семье гвардейского офицера в имении деда по матери Сергея Валентиновича де Роберти-Лацерда подо Ржевом. Сестра его бабушки (по отцу) — писательница Лидия Маклакова. В 1930 году окончил литературно-лингвистическое отделение педагогического факультета 2-го МГУ, в 1938 году – аспирантуру МГПИ. Занимался у В. В. Виноградова, описал его в одной из повестей.
В 1933 году стал одним из авторов курса русского языка для сельхозтехникумов. Преподавал в Орехове, Туле, Москве, стал доцентом. В 1941 году защитил в качестве кандидатской диссертации составленный им двухтомный словарь языка «Горя от ума», который до сих пор сохраняет научное значение. Защита состоялась 28 июня, а 1 июля Суражевский ушёл на фронт в звании лейтенанта.
Участник Второй мировой войны; был помощником командира дивизионной разведки, попал в плен. В немецких лагерях для военнопленных получил язву желудка и туберкулёз. Позднее находился в лагере для перемещенных лиц.  "В 1941-1942 годах писатель находится в лагерях для советских военнопленных, представлявшем собой, по его словам, «сплошные братские могилы».  Его спасло хорошее знание немецкого языка. В 1943 году работает с учителями русских школ под Смоленском. Л.Д. Ржевский разработал ряд методических рекомендаций для педагогов: Как прорабатывать книгу, Как готовиться к докладу и др. Он вышел из лагеря смертельно больным туберкулезом, находился на длительном лечении в Германии: сначала в Дрезден, затем недалеко от Мюнхена. Будучи в весьма тяжёлом состоянии, несмотря на самые критические мнения врачей, Л.Д. Суражевский выжил. По мнению самого писателя, этим он обязан своей второй супруге Агнии Сергеевне Шишковой (Агния Сергеевна Ржевская; племянница известного советского писателя, автора романа «Угрюм-река»; 01.02.1923-26.05.1998, Нью-Йорк). После 1944 года Леонид Денисович взял литературный псевдоним Ржевский, в котором обыгрывается и название малой родины, и фамилия."/ Л.Д. РЖЕВСКОГО В КОНТЕКСТЕ КАТАКЛИЗМОВ ХХ СТОЛЕТИЯ Андрей Коновалов https://poisk-ru.ru/s3780t14.html. По всей видимости где-то в 1942 г. Ржевский перешел на службу в  Русскую освободительную армию (РОА) к генералу Власову А.А. работая там переводчиком. По крайней мере его жена Шишкова с ее слов смогла найти Ржевского в госпитале в Германии только при помощи Власова, видимо, из-за плачевного состояния здоровья Ржевский был в 1944 г. комиссован. Иначе становится абсолютно не понятно, как советский военнопленный офицер попал в Германию и смог там во время войны спокойно работать. Более  мягкая версия представлена  В.В. Агеносововым https://raen.info/upload/000/vestnik/2015/4/104-110.pdf, но она же замалчивает в какой организации работал Ржевский с русскими учителями.  " В 1943 г. ему предложили работать с учителями русских школ под Смоленском: немцы хотели открыть народные школы. Это было спасение, и пленный согласился. Но темы выбирал исключительно общеметодические: «Как прорабатывать книгу», «Как готовиться к докладу». Впрочем, и эта деятельность длилась недолго: в конце 1944 г. туберкулез обострился, пропал голос. Да и немцам стало не до организации школ. Чудом удалось попасть на лечение в Германию. Сначала в Дрезден (как раз, когда город бомбили американцы), затем в больницу недалеко от Мюнхена. Несмотря на приговор врачей о двух-трех неделях жизни, больной выжил." 
После 1944 года жил под Мюнхеном и взял псевдоним Ржевский, в 1950—1953 гг. жил недалеко от Франкфурта-на-Майне, где был редактором журнала «Грани» (1952—1955). В 1953-1963 преподавал в университете Лунда (Швеция).
В 1963 году Ржевский переехал в США, где ему предложили место профессора в Оклахомском университете. Позднее профессор славистики в Нью-Йоркском университете. С 1974 года на пенсии. Автор пяти романов, большого количества повестей и рассказов. Член американского ПЕН-клуба.
Жена — поэтесса Аглая Шишкова.

## Сочинения
Прозе Ржевского свойственна описательность; подробные описания и длинные диалоги нанизываются в ней на простой однолинейный сюжет, часто обретая значение самостоятельных эпизодов.
- Курс русского языка (А. А. Новицкая, Л. Д. Суражевский, Н. Г. Турбин). М., 1933. 284 с.
- Девушка из бункера // «Грани», № 8, 1950; №9, 1950; №11, 1951. Дополненная и переработанная редакция: Между двух звёзд, New York, 1953 (роман о партизанском движении и судьбе советских военнопленных)
- Награда. Пьеса // «Грани», №12, 1951
- Сентиментальная повесть // «Грани», №21, 1954
- Две недели. Заметки из больничной койки // «Грани», №42, 1959
- Двое на камне. Сб., München, 1960
- ...показавшему нам свет. Оптимистическая повесть, Frankfurt/M., 1961
- Через пролив. Сб., München, 1966
- Спутница. Записки художника // альманах «Мосты», №13-14, 1968, №15, 1970
- Прочтение творческого слова: Литературоведческие проблемы и анализы. Нью-Йорк, 1970
- Три темы по Достоевскому. Нью-Йорк, 1972
- Творец и подвиг. Очерки о творчестве Александра Солженицына, Frankfurt/M., 1975
- Две строчки времени, Frankfurt/M., 1976
- Реализм языка «Горя от ума» / Л. Д. Суражевский // А. С. Грибоедов. Творчество. Биография. Традиции. Л., 1977
- Дина. Записки художника, New York, 1979 (роман о советской женщине, вышедшей замуж за иностранца)
- Бунт подсолнечника, Ann Arbor, 1981 (роман о писателях второй и третьей волн эмиграции)
- Звездопад. Московские повести, Ann Arbor, 1984
- За околицей, Tenafly/NY, 1987 (содержит также автобиографию до 1962)
- К вершинам творческого слова. Литературоведческие статьи и отклики, Norwich, 1990
- Встречи с русскими писателями // «Грани», №156, 1990